# De bestias y aves
De bestias y aves es una novela de Pilar Adón publicada por Galaxia Gutenberg en 2022. Recibió el Premio Nacional de Literatura de narrativa. 

## Argumento
Cuenta la historia de una mujer que tras el verano sale impulsivamente de su casa, conduce durante horas sin un rumbo claro, perdiéndose de noche en una zona rural desconocida. Al quedarse sin gasolina y no tener móvil, llega a una finca llamada Betania, donde pide ayuda. Este lugar es una casa completamente aislada donde sólo viven mujeres. Coro, la protagonista de la historia, no quiere permanecer en ese sitio, pero sin embargo permanece en esta comunidad sin tener la voluntad de marcharse. Las costumbres y comportamientos de la casa son extraños para ella y el lector, alrededor de ciertas costumbres que no terminan de explicarse, pero que, de alguna forma, anulan su voluntad de marcharse y la atrapan cada vez más. La naturaleza agreste, los pájaros, la luz, animales sueltos como perros o cabras habitan el espacio difuso de la finca con naturalidad. 

## Temas e interpretación
Se trata de «una novela enigmática con un estilo propio que combina la imaginación, el misterio y la poesía». Ha sido calificada como novela lírica, con características como «el uso del espacio natural como símbolo, el adelgazamiento de la trama o la dilatación del tiempo». La historia toca temas como la pertenencia, «un lugar en el que sentirse reconocida». Se ha interpretado desde la óptica de un diálogo con Al faro de Virginia Woolf. La frase del libro «Lo primero que hace una mujer cuando decide aceptar que va a pasar un tiempo en una tierra que desconoce es medirla», vuelve a aparecer en uno de los cuentos del libro de la autora Las iras de 2025, con lo que se establece una relación entre ambas historias.

## Recepción y crítica
El año de su publicación obtuvo el Premio Francisco Umbral de Novela en 2022 y también el Premio Cálamo "Otra Mirada", y al año siguiente el Premio de la Crítica y el Premio Nacional de Narrativa en 2023. El jurado de este premio destacó su «gran originalidad, belleza, riqueza poética y fuerza del lenguaje. La historia narrada resulta tan fantástica como cercana y reconocible. La obra, escrita en un estilo impecable que por momentos roza el lirismo, logra sumergir a quien lee en una atmósfera perturbadora, asfixiante y de apariencia onírica». Ha sido reseñada en revistas literarias como ínsula o Babelia. En 2024 se publica en inglés (Of beasts and fowls), con traducción de Katie Whittemore, por la editorial estadounidense Open Letter (Rochester).